# Патрульные катера проекта 03160
Патрульные катера проекта 03160 «Раптор» — серия российских высокоскоростных патрульных катеров прибрежной зоны.
Патрульные катера проекта 03160 «Раптор» относятся к кораблям 4-го ранга в ВМФ ВС России. Этот проект разработан в КБ АО «Ленинградский судостроительный завод „Пелла“» по заданию ВМФ ВС России. Строительство катеров ведётся на верфи «Пелла» в городе Отрадное Ленинградская область. Из-за большой схожести внешнего вида, катера проекта можно перепутать с другими транспортно-десантными катерами проекта 02510 «БК-16», разработанными в концерне «Калашников» и производимыми на «Рыбинской верфи».

## Назначение
Катера предназначены для патрулирования, проведения поисково-спасательных операций, переброски десанта в прибрежной зоне морей, проливах и устьях рек в светлое и тёмное время суток при максимальном удалении до 100 миль от пункта базирования. Также они могут входить в состав большого десантного корабля или универсального десантного корабля, располагаясь в док-камере или на борту.
Основные задачи:
- патрулирование акватории;
- содействие силам ПС ФСБ России по охране государственной границы России;
- оборона пунктов базирования ВМФ;
- обеспечение безопасности судов на незащищённых рейдах;
- обнаружение, перехват и задержание малых целей;
- скоростная доставка групп (до 20 человек) с вооружением, снаряжением и оборудованием;
- обеспечение действий подразделений специального назначения;
- спасение людей в районах несения дежурства;
- осуществление поисково-спасательных работ.

На базе основного проекта был разработан медико-эвакуационный катер.

## Конструкция
Рубка с двумя рабочими местами экипажа и органами управления смещена к носовой части катера, она имеет броневую защиту классов 5 и 5а, иллюминаторы выполнены из пулестойкого стекла толщиной 39 мм. Десантное отделение расположено за рубкой. Для высадки/посадки группы используются верхние и задние люки десантного отсека или проход от носовой аппарели через рубку. Также для высадки десанта на берег может использоваться носовая аппарель. При возможном затоплении одного из отсеков он блокируется водо-газонепроницаемой дверью, что позволяет предотвратить попадание воды в другие отсеки и последующее затопление катера. Экипаж — 3 человека, десантовместимость — 20 человек. Машинное отделение размещено в кормовой части судна, согласно информации производителя, оно укомплектовано двумя американскими рядными 6-цилиндровыми турбодизелями «Caterpillar» C18 ACERT E-rating (1150 л. с. при 2300 об/мин, рабочим объёмом 18,1 литра, конфигурация блока цилиндров — L6), далее идёт механизм сцепления, так называемая муфта, за муфтой сцепления следует валолиния на английские водомётные движители «Rolls-Royce» Kamewa 36A3 HS, особенностью этих водомётных движителей является возможность работы при частичном заполнении канала водовода, что даёт возможность маневрирования при больших кренах корпуса судна, объём этого водовода составляет 170 литров, согласно спецификации производителя.

### Тактико-технические характеристики
- Длина: 16,9 м (наибольшая)
- Ширина: 4,1 м (наибольшая)
- Высота: 3,6 м
- Осадка: 0,9 м
- Вес: 8 т (пустого)
- Водоизмещение: 23,0 т (полное)
- Мореходность Катер способен двигаться на любых курсовых углах при волнении до 5 баллов включительно.
- Дальность плавания: 300 миль (экономическим ходом)
- Скорость хода: 48 узлов (полная)-88 км/ч
  - 28 узлов при высоте волны 2,5 м
  - 20 узлов при высоте волны 4,5 м
- Силовая установка: два дизельных двигателя CAT C18 ACERT мощностью по 1150 л. с. (845 КВт) при 2300 об/мин[9].
- Суммарная мощность: 2300 л. с. (1690 КВт)
- Движитель: два алюминиевых водомётных движителя Rolls-Royce Kamewa 36A3 английского производства (диаметр импеллера 360 мм)[10].

### Вооружение
- Один боевой модуль «Управа-Корд» состоящий из пулемёта «КПВТ» калибра 14,5 мм, гиростабилизируемого оптико-электронного модуля (ГОЭМ) и системы управления огнём. БДМ «Управа-Корд» способен обнаруживать цели на фоне помех, просчитывать траекторию движения цели и корректировать огонь с учётом поправки на внешние факторы. Дальность обнаружения целей составляет 3 км, а прицельная дальность стрельбы — 2 км. Разработка ОАО "НПО «Карат».
- Два пулемёта «Печенег» калибра 7,62 мм на вертлюжных установках побортно.

### Модификации
- Медицинский катер на базе катера проекта 03160 Раптор[11]

## Строительство
Головной катер проекта «П-274» (заводской № 701) спущен на воду 15 августа 2013 года и к 27 августа швартовные испытания были завершены.
30 июня 2014 года стало известно, что подписан контракт между заводом «Пелла» и МО РФ на строительство катеров проекта 03160 «Раптор», по которому завод обязался поставить 4 катера в 2014 году, и 4 катера в 2015 году.
Второй серийный катер «П-275» (заводской № 702) спущен на воду для проведения заводских ходовых испытаний 17 июня 2014 года, затем третий серийный «П-276» (заводской № 703). До конца 2014 года была запланирована передача в ВМФ РФ 4 катеров. По факту были спущены на воду и готовы к началу испытаний три катера — «П-275», «П-276» и «П-281». Испытания этих катеров начались с декабря 2014 года, и 5 марта 2015 года они были приняты в состав Черноморского флота РФ в отряд противодиверсионных сил и средств Новороссийской ВМБ. 12 июня 2015 года, в День России, на них были подняты Андреевские флаги.
Четвёртый серийный катер «П-281» (заводской № 704) был спущен на воду в 2014 году. По завершении испытаний катер был принят государственной комиссией 25 марта 2015 года. Зачислен в состав Балтийского флота России с базированием на Кронштадт. С 1 по 5 июля он был представлен на Международном военно-морском салоне в городе Санкт-Петербурге.
Ещё два патрульных катера присоединились к ВМФ в конце ноября 2015 года после завершения ходовых, государственных и заводских испытаний. Серию из восьми единиц завершил катер, который был получен ВМФ РФ 28 декабря 2015 года.
В мае 2016 года стало известно, что Министерство обороны России подписало контракт c Ленинградским судостроительным заводом «Пелла» на поставку до конца 2018 года более 10 патрульных катеров проекта 03160 «Раптор» и рейдовых буксиров проекта 16609 для Военно-Морского Флота России. 15 декабря 2016 года спущено на воду ещё два катера, заводские № 709 и № 710, для ВМФ России.
15 апреля 2020 года на заводе «Пелла» были спущены два катера под номерами 715 и 716 проекта 03160 «Раптор», это 15-й и 16-й катер из серии, 15 июля 2020 года они вошли в состав Балтийского флота ВМФ России.
14 ноября 2020 года на заводе «Пелла» прошла церемония передачи ВМФ России 17-го катера из серии проекта 03160 «Раптор».

## Боевое применение

###### Вторжение России на Украину
- Катера этого проекта были использованы во время вторжения России на Украину.
  - 22 марта 2022 года катер «Раптор» был поврежден украинскими военными попаданием двух противотанковых ракет 9М113 "Конкурс" в ходе боев за Мариуполь[20][21].
  - Во время боевых действий у острова Змеиный в начале мая 2022 года с помощью БПЛА Bayraktar TB2 были уничтожены 4 катера «Раптор», из них два были уничтожены 2 мая[22][23][24][25], и два — 7 мая[26][27][28].

## Представители проекта
| №  | Название                   | Борт. № | Зав. № | Закладка | Спуск на воду | В строю    | Флот | Примечания                                            |
| -- | -------------------------- | ------- | ------ | -------- | ------------- | ---------- | ---- | ----------------------------------------------------- |
|    | Первый контракт            |         |        |          |               |            |      |                                                       |
| 1  | П-274                      |         | 701    | 2013     | 15.08.2013    | 05.03.2015 | ЧФ   | В строю                                               |
| 2  | П-275                      |         | 702    | 2013     | 17.06.2014    | 05.03.2015 | ЧФ   | Потоплен 08.05.2022                                   |
| 3  | П-276                      |         | 703    | 2014     | 2014          | 05.03.2015 | ЧФ   | Поврежден 22.03.2022 В ремонте                        |
| 4  | П-281 «Максим Панин»       | 002     | 704    | 2014     | 2014          | 25.03.2015 | БФ   | Поврежден 07.05.2022 Переименован 26.07.2023. В строю |
| 5  | П-342 «Юнармеец Балтики»   | 682     | 705    | 2014     | 05.2015       | 19.08.2015 | БФ   | Потоплен 02.05.2022. В ремонте                        |
| 6  | П-344                      | 001     | 706    | 2014     | 05.2015       | 10.08.2015 | БФ   | В строю                                               |
| 7  | П-345 «Буевлянин»          | 845     | 707    | 2015     | 2015          | 29.12.2015 | ЧФ   | В строю                                               |
| 8  | П-352 «Олег Шипицин»       | 838     | 708    | 2015     | 14.11.2015    | 22.02.2016 | ЧФ   | Повреждён 07.05.2022 Переименован 18.02.2023. В строю |
|    | Второй контракт            |         |        |          |               |            |      |                                                       |
| 9  | П-413 «Андрей Палий»       | 850     | 709    | 2016     | 14.12.2016    | 08.05.2017 | ЧФ   | Переименован 19.08.2022. В строю                      |
| 10 | П-415 «Георгий Потехин»    | 001     | 710    | 2016     | 14.12.2016    | 08.05.2017 | БФ   | В строю                                               |
| 11 | П-425 «Чапаевск»           | 852     | 711    | 2016     | 2017          | 08.05.2017 | ЧФ   | В строю                                               |
| 12 | П-426 «Евгений Колесников» | 659     | 712    | 2016     | 30.05.2017    | 07.10.2017 | БФ   | В строю                                               |
| 13 | П-437 «Григорий Давиденко» | 658     | 713    | 2017     | 24.08.2017    | 01.09.2018 | БФ   | В строю                                               |
| 14 | П-434                      | 002     | 714    | 2017     | 11.04.2018    | 08.09.2018 | КФл  | В строю                                               |
|    | Третий контракт            |         |        |          |               |            |      |                                                       |
| 15 | П-461                      | 656     | 715    | 2019     | 15.04.2020    | 15.07.2020 | БФ   | В строю                                               |
| 16 | П-462                      | 657     | 716    | 2019     | 15.04.2020    | 15.07.2020 | БФ   | В строю                                               |
| 17 | П-456 «Юнармеец Москвы»    | 001     | 717    | 2020     | 2020          | 14.11.2020 | БФ   | В строю                                               |
| 18 | П-436                      | 603     | 718    | 2020     | 2021          | 06.2021    | КФл  | В строю                                               |

Цвета таблицы:

Белый — не достроен/не построен или утилизирован не спущенным на воду

 Зелёный  — действующий в составе ВМФ России

 Синий — находится в ремонте или на модернизации

 Серый — выведен за штат, находится на консервации, хранении или отстое

 Красный  — списан, утилизирован или потерян